# Theulf
Theulf († 20. Oktober  1123) war Bischof von Worcester. Bevor er zum Bischof ernannt wurde, war er Kanoniker in Bayeux und königlicher Kaplan. Er wurde 1113 zum Bischof ernannt und erhielt die Weihe 1115. Er starb am 20. Oktober 1123.